# セールスレディは何を見た
セールスレディは何を見たはテレビ朝日系列で1993年4月15日～6月24日に放送されたテレビドラマ。

## キャスト
- 松井竹子：岸本加世子
- 今井玉美：萬田久子
- 村木亮：内藤剛志
- 清水まどか：かとうれいこ
- 北野洋次：長谷川初範
- 松井晴江：南田洋子
- 轟海：朝井翔
- 金子とみ子：麻丘めぐみ
- 安西治：蔵間龍也
- 加代子：西川ひかる
- 友子：仁科扶紀
- 真由美：寺田千恵
- 淡路恵子
- 角田英介
- とよた真帆

## 歌
- エンディングテーマ - 「朝がくるまで」織田哲郎
- テーマ曲「まぶしくて、夏の君」coba

## スタッフ
- 脚本：塩田千種、桃井章
- 監督：大井利夫、辻理
- 音楽：coba
- 技術協力：東通、ウェルアップ
- 制作協力：東映ビデオスタジオ
- 車輌協力：フォルクスワーゲン アウディ 日本
- プロデューサー：稲垣健司、高橋浩太郎、中曽根千治、手塚治
- 制作：テレビ朝日、東映

## サブタイトル
1. 「お金次第の世の中なのよッ!」
2. 「秘密の子へ…妻に内緒の契約!」
3. 「姑より嫁が大事!?無断の受取人変更」
4. 「疑惑の保険加入 すりかえられた診断」
5. 「女を武器に…」
6. 「金と結婚した女 殺意の保険加入!?」
7. 「保険料は私が…父の死を願う少女」
8. 「お客様との危険な恋!?」
9. 「お客様は元ヤクザ!!」
10. 「若くて美人!最強のライバル出現!!」
11. 「わが子が家出 新たなる旅立ち…」

| テレビ朝日系 木曜21時台・木曜ドラマ | テレビ朝日系 木曜21時台・木曜ドラマ | テレビ朝日系 木曜21時台・木曜ドラマ     |
| 前番組                              | 番組名                              | 次番組                                  |
| ----------------------------------- | ----------------------------------- | --------------------------------------- |
| 七人の女弁護士III                   | セールスレディは何を見た            | 法医学教室の事件ファイル（第2シリーズ） |